# Грёбциг
Грёбциг (нем. Gröbzig) — город в Германии, в земле Саксония-Анхальт. 
Входит в состав района Кётен. Подчиняется управлению Зюдлихес Анхальт.  Население составляет 3161 человек (на 31 декабря 2006 года). Занимает площадь 24,23 км².